# Commission des affaires sociales (tribunal)
La Commission des affaires sociales (CAS) était un tribunal administratif du Québec qui a existé entre 1974 et 1998, avant son remplacement le 1er avril 1998 par le Tribunal administratif du Québec.
La CAS est instaurée par la Loi de la Commission des affaires sociales qui est sanctionnée le 24 décembre 1974 et entre en vigueur le 1er août 1975 et est alors placée sous la responsabilité du ministère des Affaires sociales.

## Historique
La création de la CAS permet le remplacement de trois organismes,:
- La Commission d'appel de l'aide et des allocations sociales, qui était chargée d'entendre les contestations liées à l'aide sociale et aux allocations familiales ;
- La Commission de révision prévue par la Loi de la protection du malade mental ;
- Le Comité d'arbitrage prévu par la Loi sur les services de santé et les services sociaux de 1971 pour entendre les conflits entre établissements hospitaliers et médecins.

La CAS est également chargée d'entendre les appels de décisions liés aux permis qui étaient auparavant entendus par la Cour provinciale,.
En 1981, le volet Aide sociale du ministère des Affaires sociales est transféré à un nouveau ministère appelé ministère du Travail, de la Main-d'œuvre et de la Sécurité du revenu. À cette occasion la responsabilité de la CAS est transféré au ministère nouvellement créé. 
La CAS demeurera sous la responsabilité du ministre chargé de la sécurité du revenu jusqu'au 29 janvier 1996 lorsque la gouvernement Bouchard transfère la CAS au ministère de la Justice.

## Fonctionnement

### Divisions
À sa création la Commission des affaires sociale est structurée en 4 divisions:
1. La division de l'aide et des allocations sociales ;
2. La division de la protection du malade mental ;
3. La division des services de santé et des services sociaux ;
4. La division du régime de rentes.

Deux autres divisions sont ajoutés ensuite en 1977 : la division des accidents du travail et la division de l'assurance automobile.
Lors de la réforme de la Loi sur les accidents du travail et les maladies professionnelles en 1985 
la division des accidents du travail est remplacée par la division de l'indemnisation des sauveteurs et des victimes d’actes criminels. Les appels auparavant entendus par la CAS sont transférés à la Commission d'appel en matière de lésions professionnelles (CALP) nouvellement créée par la réforme si la décision du bureau de révision de la CSST fait l'objet d'un appel.